# Quán cà phê không quần lót
Quán cà phê không quần lót hay còn được gọi là No-pan kissa (tiếng Nhật: ノーパン喫茶) là một thuật ngữ loại hình kinh doanh tại Nhật Bản dành cho các quán cà phê hầu gái có những cô hầu bàn mặc váy ngắn mà không có quần lót. Tường và sàn nhà thường được gắn gương phản chiếu. Quán hoạt động thường với chính sách "không chạm". Các cửa hàng cà phê này ngoài ra cũng chỉ trông giống như các cửa hàng cà phê thông thường hơn là các cơ sở tình dục, mặc dù họ phải trả giá cao hơn bình thường. Trước đây, hầu hết các cơ sở tình dục như tiệm hồng và nhà thổ xà phòng, nơi có các dịch vụ mại dâm chuyên nghiệp. No-pan kissa là nơi làm việc có tiếng đối với nhiều phụ nữ vì họ được trả nhiều tiền mà không có nhiều tương tác tình dục với khách hàng.

## Lịch sử
No-pan kissa đầu tiên được mở cửa là ở Osaka vào năm 1980. Ban đầu, những quán cà phê này chỉ mở ở những vùng ngoại ô, xa các quận giải trí truyền thống. Trong vòng một năm, loại hình cà phê này đã lan rộng sang những nơi khác, chẳng hạn như các nhà ga xe lửa chính.
Trong những năm 1980 (đỉnh điểm nở rộ của loại hình này), nhiều quán bắt đầu có nữ hầu bàn không mặc áo lót hoặc không mặc quần lót. Tuy nhiên, tại thời điểm này, số lượng các cửa hàng như vậy bắt đầu suy giảm nhanh chóng. Dần dần, các quán cà phê như vậy đã mở đường cho các Fashion health (ファッションヘルス; mát-xa thời trang) và chỉ còn một số quán no-pan kissa là còn tồn tại. Đạo luật về Kiểm soát và Cải thiện Kinh doanh Giải trí Mới bắt đầu có hiệu lực vào ngày 13 tháng 2 năm 1985, tiếp tục hạn chế ngành công nghiệp tình dục và bảo vệ các doanh nghiệp truyền thống.

## Loại hình kinh doanh tương tự
Cũng giống như những quán no-pan kissa, ngoài ra còn có quán lẩu không quần lót (no-pan shabu-shabu) và quán karaoke không quần lót (no-pan karaoke).